# 746

## Události

### Evropa
- Krvavý soud v Cannstattu – Po povstání Alamanů nechal franský majordomus Karloman popravit veškerou alamanskou šlechtu. Dochází k rozpadu Alamanského vévodství.
- Agilolf se stal kolínským biskupem
- Swithred se stal následníkem Saelred a ve funkci krále Essexu
- Sidonius se stal následníkem Arnfrieda ve funkci kostnického biskupa
- Benediktinský klášter v bavorském Tegernsee začal vařit vlastní pivo

### Asie
- Izraelská vesnice Kapernaum byla zničena zemětřesením

## Úmrtí
- Saelred, král Essexu

## Hlavy států
- Papež – Zachariáš
- Byzanc – Konstantin V. Kopronymos
- Franská říše – Childerich III. (743–751)
  - Neustrie – Pipin III. Krátký (majordomus) (741–751)
  - Austrasie – Karloman (majordomus) (741–747)
- Anglie
  - Wessex – Cuthred
  - Essex – Saelred » Svvithred
  - Mercie – Æthelbald
- První bulharská říše – Sevar